# Ad-Damir
Ad-Damir est une ville du Soudan, et le chef-lieu de l'état du Nil. 

## Administration et population
La ville a une population estimée à 20 000 habitants. 

## Histoire
La ville est évoquée dans les écrits de l'explorateur et orientaliste suisse Jean Louis Burckhardt qui l'a visité au XIXe siècle .